# Evelyn Glennie
Dame Evelyn Glennie est une percussionniste et compositrice écossaise, née le 19 juillet 1965 à Aberdeen. 

## Biographie
Evelyn Elizabeth Ann Glennie est née le 19 juillet 1965 et elle a grandi dans une ferme de l'Aberdeenshire. Son père est accordéoniste dans un club de danse écossaise ; la musique traditionnelle devint ainsi une influence importante pour la jeune musicienne dont les premiers instruments étaient l'harmonica et la clarinette. Glenn Gould et Jacqueline du Pré furent deux influences majeures également. Evelyn Glennie fit ses études à Ellon, avant de rejoindre la Royal Academy of Music.
Evelyn Glennie se produit dans tout l'hémisphère Nord, passe quatre mois par an aux États-Unis, et joue avec une très grande variété d'orchestres et de musiciens contemporains.
Elle a également composé plusieurs musiques pour le cinéma ou la télévision, par exemple pour la série Scotland Yard, crimes sur la Tamise qui lui a valu une nomination aux BATA Awards en 1998.
Evelyn Glennie est sourde depuis l'âge de 12 ans. Elle parraine de nombreuses associations d'aide aux jeunes musiciens sourds. Le film Touch the sound (2004), réalisé par Thomas Riedelsheimer, lui est consacré et montre notamment l'une de ses collaborations avec Fred Frith. Le compositeur estonien Erkki-Sven Tüür lui a dédié Magma, sa 4e symphonie. En juillet 2012, elle participe à la cérémonie d'ouverture des Jeux olympiques de Londres.
En 2015, elle est lauréate du prix Polar Music.
En 2023, elle est récipiendaire du prix musical Léonie-Sonning.